# Hymenophyllum crispum
Hymenophyllum crispum är en hinnbräkenväxtart som beskrevs av H. B. K. Hymenophyllum crispum ingår i släktet Hymenophyllum och familjen Hymenophyllaceae. Utöver nominatformen finns också underarten H. c. bipinnatisectum.